# Supper's ready
Supper's ready is een nummer van Genesis. Het is de zesde en laatste track van hun vierde studioalbum getiteld Foxtrot uit 1972.

## Achtergrond
Zoals voor bijna alle composities van Genesis toen, vermeldden de credits het als een groepscompositie van Peter Gabriel, Steve Hackett, Mike Rutherford, Tony Banks en Phil Collins. Latere interviews met bandleden gaven aan dat Banks al melodielijnen in zijn hoofd had vanuit de tijd toen hij nog student was. Peter Gabriel zou het merendeel van de teksten hebben geschreven, nadat hij en zijn vrouw een nacht hadden verbleven in een paars geschilderde kamer (of volgens Hackett een bad-trip hadden ervaren). Collins was verantwoordelijk voor het arrangement en de muzikale lassen tussen de delen, Rutherford zou verantwoordelijk zijn voor de vreemde maatsoort van Apocalypse in 9/8. Hackett kwam er wat dat betreft bekaaid af, maar van hem is nu juist Horizons dat gezien de elpee-indeling soms onterecht werd gezien als een inleiding op Supper's ready. Het werk, een van de eerste kantlange nummers in de popmuziek, zit vol maat-, ritme- en stemmingswisselingen, maar ook bijvoorbeeld wijzigingen in toonsoort en instrumentatie komen voor. Het wordt door veel Genesisfans gezien als het magnum opus van de band uit het Gabrieltijdperk. Muziekproducent David Hitchcocks bijdrage bestond uit het feit dat de band niet het gehele nummer hoefde te spelen voor een goede opname. Ze konden het per deel opnemen en daarna gaan samenstellen, aldus Hitchchock.

## Muziek
Het geheel geeft vergeleken met klassieke muziek het idee van een doorgecomponeerde suite, anderen zagen ook wel een sonatevorm, er komen namelijk delen van eerdere stukken in latere delen terug. Bij concerten werd het nummer veelal aangekondigd met een introductie/verhaaltje. Er is geen duidelijke verhaallijn, dus iedereen kan zijn eigen interpretatie vormen van het nummer, algemene indruk is dat het gaat over de strijd tussen goed en kwaad. Het valt in zeven delen uiteen:
1. Lover’s leap (0:00 – 3:47);
2. The guaranteed eternal sanctuary man (3:48 – 5:43); tijdens uitvoeringen droeg Gabriel een doornenkroon;
3. Ikhnaton and Itsacon and their band of merry man (5:44 – 9:42); in hoeverre de tekst te maken heeft met Achnaton (Ikhnaton) is onbekend;
4. How dare I be so beautiful (9:43 – 11:04); een verwijzing naar het contract dat de band ooit had met Jonathan King en Narcissus ("We watch in reverence, as Narcissus is turned to a flower");
5. Willow farm (11:05 – 15:36); verwerking van vreemde indrukken, soms vergeleken met Monty Python's Flying Circus ("Winston Churchill used to be a British flag, a plastic bag"); Gabriel droeg tijdens uitvoeringen hier een masker van bloemen, een verwijzing naar de televisieserie Flower pot men (mannetjes in de vorm van bloempotten); dit deel verwijst ook naar de platenhoes (of andersom) met de tekst "The fox on the rocks" (een staande vos op een ijsschots);
6. Apocalypse in 9/8 (co-starring the Delicious talents of gabble rachet) (15:36 – 20:50); een deel in de 9/8-maatsoort, die normaliter ingedeeld is als 3-3-3, maar hier in 3-2-4 hetgeen vreemde accenten geeft; de apocalyps verwijst naar de Openbaring van Johannes waarnaar verschillende verwijzingen zijn: Magog (Gabriel doste zich als hem uit), draken die uit de zee komen, zeven trompetten die klinken en 666 (het Getal van het Beest); de tekst verwijst ook naar Pythagoras; dit deel is terug te vinden in de foto die gebruikt werd voor de hoes Genesis Live;
7. As sure as eggs is eggs (Aching men’s feet) (20:51 – 22:54) een verwijzing dat 'X' nu eenmaal altijd gelijk is aan 'X'; hier vertaald naar een terugkeer naar het normale ("We have finally been freed to get back home"); ook in dit deel zijn verwijzingen naar de Openbaring van Johannes: een engel die in de zon staat en roept: "This is the supper of the might one, Lord of Lords, King of Kings" en zijn kinderen zal leiden naar het Nieuwe Jeruzalem. Gabriel stond bij de outtro van dit deel als enige verlicht op het podium; hij hield daarbij een black light-verlichting, een teken dat het goede altijd zal overwinnen.

## Uitvoeringen
Genesis speelde het nummer tijdens promotietoers behorend bij Foxtrot, A Trick of the Tail, Wind & Wuthering. Daarbij wisselde de voorgaande uitleg steeds tussen het oorspronkelijke verhaal, maar ook aan de verhaallijn Romeo en Juliet uit Cinema show van het latere album Selling England by the Pound. Een integrale uitvoering van Supper's ready (zonder introductie) is terug te vinden op Seconds Out, een livealbum, waarbij Gabriel al vertrokken was en dus Collins zong. Tijdens latere tournees werden slechts afzonderlijke delen uitgevoerd, al dan niet gelast aan andere nummers van de band.
Lover's leap werd als los nummer uitgevoerd tijdens de tournee behorende bij Calling All Stations, zanger was destijds Ray Wilson (Collins was toen ook vertrokken).
Willow farm begon ooit al een los nummer en is in die hoedanigheid terug te vinden als B-kant van de single Watcher of the skies.
Apocalypse in 9/8 werd als enig deel opgenomen tijdens een medley tijdens de tournee behorend bij Invisible Touch, waarin ook opgenomen In the Cage.
Het is juist Steve Hackett die weer veel later de gehele suite speelde en opnam voor zijn studioalbum Genesis revisited II met zang van Mikael Åkerfeldt (van Opeth) en Conrad Keely (van ...And You Will Know Us by the Trail of Dead).